# Janisze (województwo warmińsko-mazurskie)
Janisze (niem. Johannisberg) – osada folwarczna w Polsce położona w województwie warmińsko-mazurskim, w powiecie ełckim, w gminie Ełk. 
W latach 1975–1998 miejscowość administracyjnie należała do województwa suwalskiego w powiecie ełckim.

## Nazwa miejscowości
W historycznych dokumentach parafialnych wymieniane są następujące dawne nazwy od osobowe św. Jana Chrzciciela do osady folwarcznej: Johann berg (1750), Johannsberg (1787), Johannisberg (1787-1945). Prefiks (końcówka nazwy) dodana do nazwy odmiejscowej oznaczał -berg, iż jest to góra lub wzgórze natomiast - burg, że jest to twierdza (fortu lub umocnienia) bądź (klasztor czy zamek). Johannisberg, zwany jako (góra Jana Chrzciciela) również przez starszych mieszkańców z lat 1946-70 oraz odwiedzającego w kolędzie osadę proboszcza Straduńskiego ks. Józef Kącki. 
Obecną nazwę Janisze, nawiązującą do lokalnej tradycji mazurskiej, nadała w 1946 r. Komisja Ustalania Nazw Miejscowości. Janisze obecnie przynależą do parafii w Stradunach.

## Lata 1944-1990
Po 1944 r. osada folwarczna została opuszczona przez mieszkańców Prus wschodnich w wyniku ofensywy Armii Czerwonej na Zachód. Większość budynków wiejskich została zrujnowana, a po dawnym folwarku Johannisberg zaginął charakter pruskiej osady. 
W latach 50. folwark Janisze pozostał przekształcony w oddział majątku Państwowego Gospodarstwa Rolnego z siedzibą w Stradunach. 
W latach 1960-1970 PGR oddział (rejon) w m. Janisze, zajmowało się hodowlą bydła mlecznego a szczególnie krów rasy holsztyńsko-fryzyjskiej na potrzeby gospodarki państwowej, surowiec:
- mleko odbierał mlekowóz z Okręgowej Spółdzielni Mleczarskiej w Ełku;
- krowy i młode byki odbierały Zakłady Przetwórstwa Mięsnego w Ełku dawały wysokiej jakości cielęcinę i wołowinę;

Obecnie w Janiszach są dwa gospodarstwa rolne specjalizujące się w hodowli koni i trzody chlewnej - tucznik. 

## Sołectwo
Miejscowości Janisze i Skup tworzą wspólne sołectwo. 

## Zabytki
Jako zabytek osady Janisze przedstawia się w byłym folwarku na którym znajduje się podpiwniczony budynek piętrowy wraz z przybudową parterową wybudowany w XIX wieku.
Cegielnia była usytuowana nieopodal wzgórza, pozostały fragmenty fundamentów i wyrobiska gliny. 

## Turystyka i wypoczynek
Turystyka w tej miejscowości opiera się na rekreacji ruchowej związanej z jazdą konną, wędkarstwie, zbieractwie runa leśnego i ziół. W miejscowości znajduje się również pole kempingowe i namiotowe.